# 调楼镇
调楼镇，是中华人民共和国海南省临高县下辖的一个乡镇级行政单位。

## 行政区划
调楼镇下辖以下地区：
调楼社区、青龙社区、龙楼社区、武莲村、抱才村、黄龙村、黄龙上村、美良村、罗堂村、沙潭村、武闹村、群道村、博贤村、东春村、拔色村、抱社村、东里村、隆道村和龙田村。